# Hartwig Steenken
Hartwig Steenken (23 de julio de 1941-10 de enero de 1978) fue un jinete alemnán que compitió para la RFA en la modalidad de salto ecuestre.
Participó en dos Juegos Olímpicos de Verano en los años 1968 y 1972, obteniendo una medalla de oro en Múnich 1972 en la prueba por equipos. Ganó una medalla en el Campeonato Mundial de Saltos Ecuestres y tres medallas en el Campeonato Europeo de Saltos Ecuestres, en los años 1971 y 1975.

## Palmarés internacional
| Juegos Olímpicos   | Juegos Olímpicos        | Juegos Olímpicos | Juegos Olímpicos |
| Año                | Lugar                   | Medalla          | Categoría        |
| ------------------ | ----------------------- | ---------------- | ---------------- |
| 1972               | Múnich (RFA)            | Medalla de oro   | Por equipos      |
| Campeonato Mundial |                         |                  |                  |
| Año                | Lugar                   | Medalla          | Categoría        |
| 1974               | Hickstead (Reino Unido) | Medalla de oro   | Individual       |
| Campeonato Europeo |                         |                  |                  |
| Año                | Lugar                   | Medalla          | Categoría        |
| 1971               | Aquisgrán (RFA)         | Medalla de oro   | Individual       |
| 1975               | Múnich (RFA)            | Medalla de oro   | Por equipos      |
| 1975               | Múnich (RFA)            | Medalla de plata | Individual       |